# ۳۰۳ (میلادی)
۳۰۳ (میلادی) سیصد  و سومین سال تقویم میلادی است.

## درگذشتگان
- ۲۳ آوریل – جرجیس، سرباز در روم باستان